# Quantico (Maryland)
 (juillet 2025).
Quantico est une census-designated place située dans le comté de Wicomico, dans l’État du Maryland, aux États-Unis. Lors du recensement de 2020, elle comptait 148 habitants.